# Desmosina
Una desmosina es una molécula formada por la reticulación (en inglés, cross-link) de tres cadenas laterales de alisina y una lisina. La detección de desmosina en orina, plasma o esputo puede ser un marcador de descomposición de la elastina, debido a la relación entre una alta actividad de elastasa y diferentes enfermedades.
Se la encuentra en la elastina, donde causa un color amarillo.